# 能管

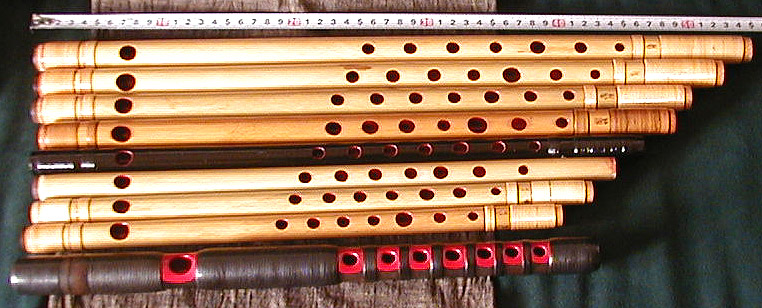
能管（いちばん下）。なお、上の8本は各種篠笛である。

能管（のうかん）は、日本の横笛の一つである。能だけではなく歌舞伎、寄席囃子や祇園囃子でも用いられる。竹製のエアリード楽器の一つであるが、独特の音を生むために内径の狭い部分が作られているのが特徴である。

## 概説
40cm程の長さで、七つの指穴を持ち、樺（桜の表皮を薄く裂いて糸状につないだもの）を巻き、漆や朱で塗られる。雅楽に用いられる龍笛と同じく、女竹（篠竹）製である。乾燥し煤けたものが用いられる（煤竹）。場合によっては竹を縦に割って裏返し、硬い部分を内面に向ける。管の内部には厚く漆を塗る。外側には桜の皮が巻いてある（樺巻き）。全体として先細りの管を用いる。
歌口と一番手前の指穴との間に「のど」と呼ばれる厚さ2mm程の竹管が挿入され、狭隘部を形成しているのが特徴である。この部分のために、共鳴モードの成立が妨げられ、西洋の平均律はもちろん、日本の各種音階とも異なる独特の音階となり、管ごとに音律が違うので合奏はできない。同じ指使いでも吹き方を変えることによって、フクラと呼ばれる低い「呂（りょ）の音」（低音）と、セメと呼ばれる高い「甲（かん）の音」（第2倍音列の中音）、そしてさらに高音の極めてかん高い「ヒシギ音」が得られる。
ヒシギとは、管の最高音域の鋭い緊張した音で、「ヒィー」と吹く片ヒシギと、「ヒーヤーヒー」と吹く双（もろ）ヒシギがある。神道の儀式で神が降りてくる音として使われた岩笛の音が能管に反映したもので、「神降ろしの音」と言われる。